# Pomnik lotników pod Stęszewem
Pomnik lotników pod Stęszewem – pomnik upamiętniający katastrofę lotniczą z 1928, zlokalizowany przy drodze lokalnej ze Stęszewa do Górki, na terenie Wielkopolskiego Parku Narodowego, w pobliżu dawnej leśniczówki Łódź. 
Pomnik upamiętnia katastrofę lotniczą, która miała miejsce 23 czerwca 1928. Z lotniska na Ławicy, krótko po godzinie 16, wystartował dwuosobowy samolot Potez XV, na pokładzie którego znajdowali się plutonowy pilot Stanisław Przybylski oraz mechanik kapral Józef Wojciechowski (obaj z 3. Pułku Lotniczego). W trakcie lotu samolot uległ awarii i musiał lądować pod Stęszewem, ale w wyniku kontaktu z drzewami rozpadł się, a lotnicy odnieśli śmiertelne obrażenia – Przybylski zmarł na miejscu, a Wojciechowski w godzinę po upadku. Trzy dni po katastrofie obu lotników pochowano na cmentarzu wojskowym na poznańskiej Cytadeli.
Pomnik w formie kapliczki (krzyż) z akacji i lipy, z wizerunkiem dwupłatowego samolotu, stoi w miejscu zdarzenia od 2011. Poświęcenie nastąpiło 27 sierpnia 2011. Pomysłodawczynią jego ustawienia była Zofia Pieszak, z domu Przybylska, która urodziła się już po śmierci swojego ojca – pilota Stanisława Przybylskiego.
Obok pomnika znajduje się głaz z wyrytym napisem: Kochał latanie. Zginął 12.10.2013r. Bohdan M..